# Ledeč nad Sázavou
Ledeč nad Sázavou (deutsch Ledetsch, älter auch Furwitz) ist eine Kleinstadt an der Sázava in der Region Vysočina in Tschechien. Auf einer Stadtfläche von 2211 Hektar leben 6410 Einwohner.

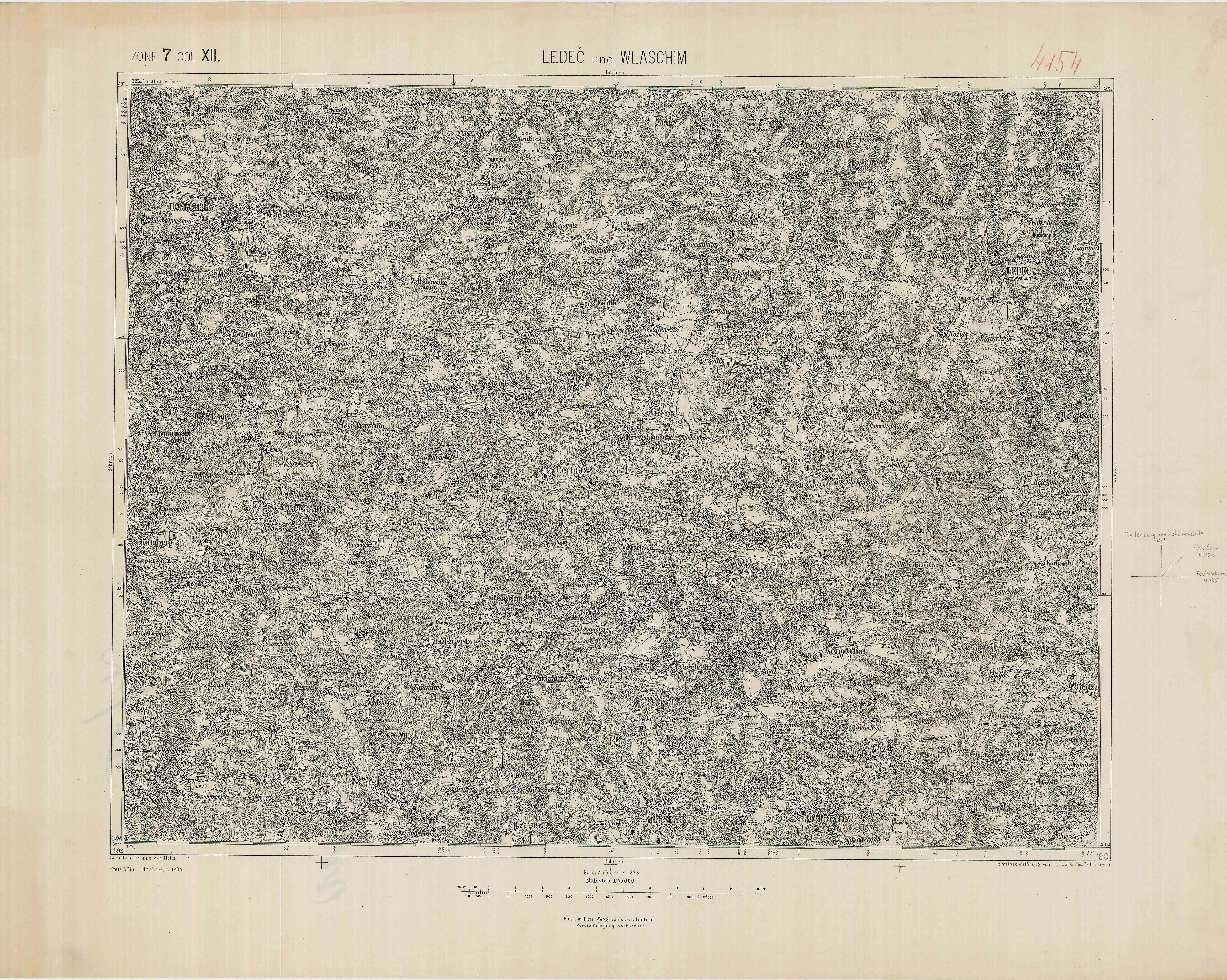
Ledec (rechts oben) und Umgebung ca. 1890 (Spezialkarte 1:75.000 der 3. Landesaufnahme)

## Geschichte
Die ersten schriftlichen Erwähnungen des Ortes stammen aus dem 12. Jahrhundert. Berichtet wird von der Herrschaft des Sigmund von Ledeč. Während der Zeit der Hussiten war die Stadt Anhänger der Kalixtiner. Die damaligen Herren der Stadt unterschrieben einen Beschwerdebrief gegen die Verbrennung des Jan Hus. Wegen der Teilnahme des Bauern Trčka von Lípa an der Verschwörung der Waldsteins 1634 wurden die Ländereien konfisziert und aufgeteilt. Ledeč erhielt der Offizier Adrian von Enkevort. Auf ihn folgen die Geschlechter Thun und Věžníkov. 1753 kaufte Kaiserin Maria Theresia die Stadt von Ignaz von Koch. Sie errichtete auf der gleichnamigen Burg einen Großhof für verarmte Adelige. Ab 1918 übernahm der Staat die Verwaltung.

## Sehenswürdigkeiten
- Burg Ledeč nad Sázavou
- Thuner Sommerschlösschen (Thunovský letohrádek), frühbarocker Bau östlich von der Burg (1685–1694). Erbauer waren Michael Oswald von Thun und sein Bruder Johann Ernst von Thun, Salzburger Erzbischof.
- Kirche der Heiligen Peter und Paul auf dem linken Ufer des Flusses Sázava aus dem 14. Jahrhundert
- Bürgerhäuser in der Stadtmitte
- Friedhofskirche der Heiligen Dreieinigkeit von 1585.
- Synagoge 1739 und jüdischer Friedhof von 1601, gehören zu den ältesten in Böhmen.
- Die Statuen der heiligen Maria von Jakub Teplý von 1770, Jan-Hus-Denkmal von Rudolf Kabeš aus dem Jahre 1926.

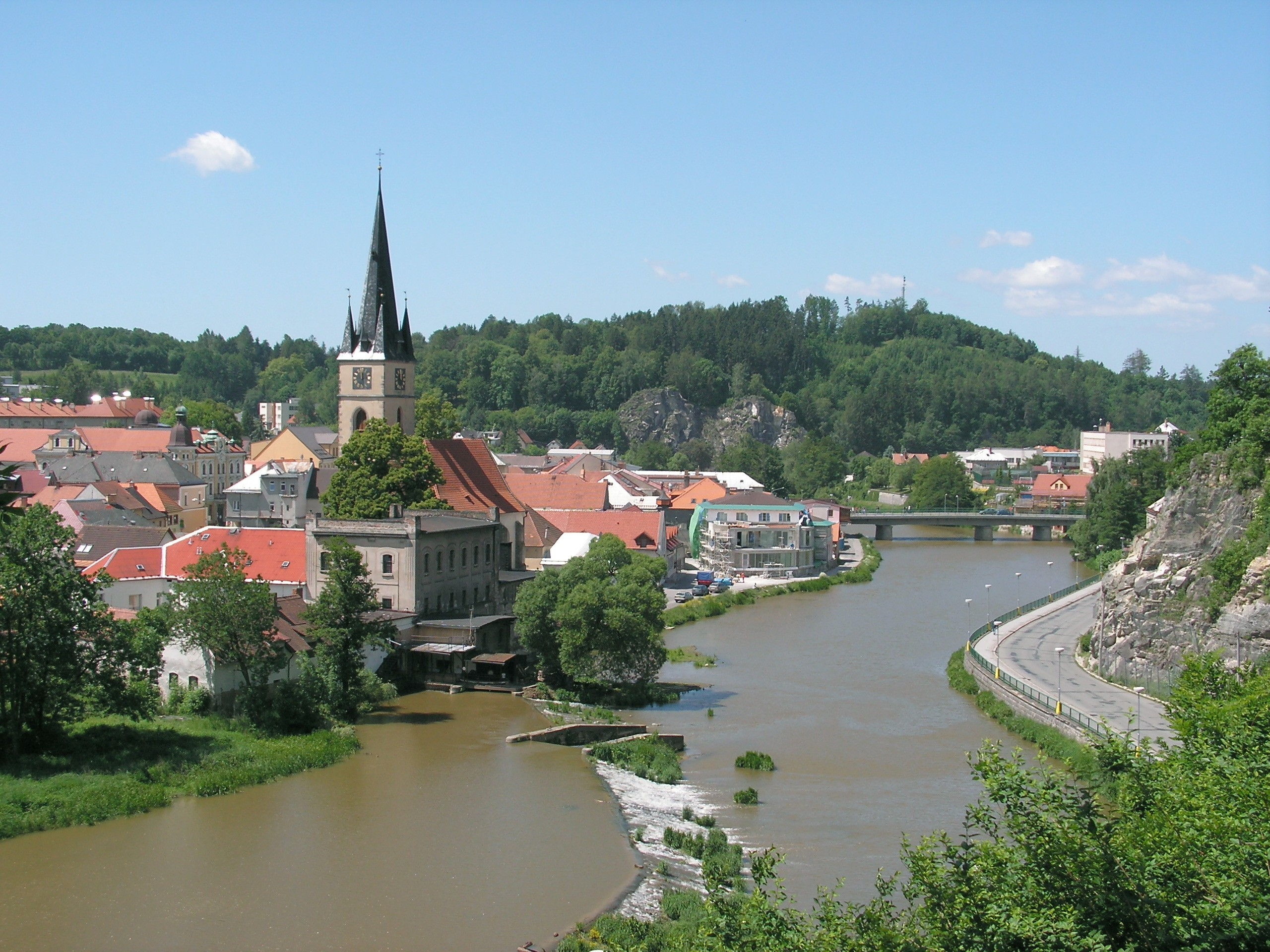
Stadtzentrum an der Sázava
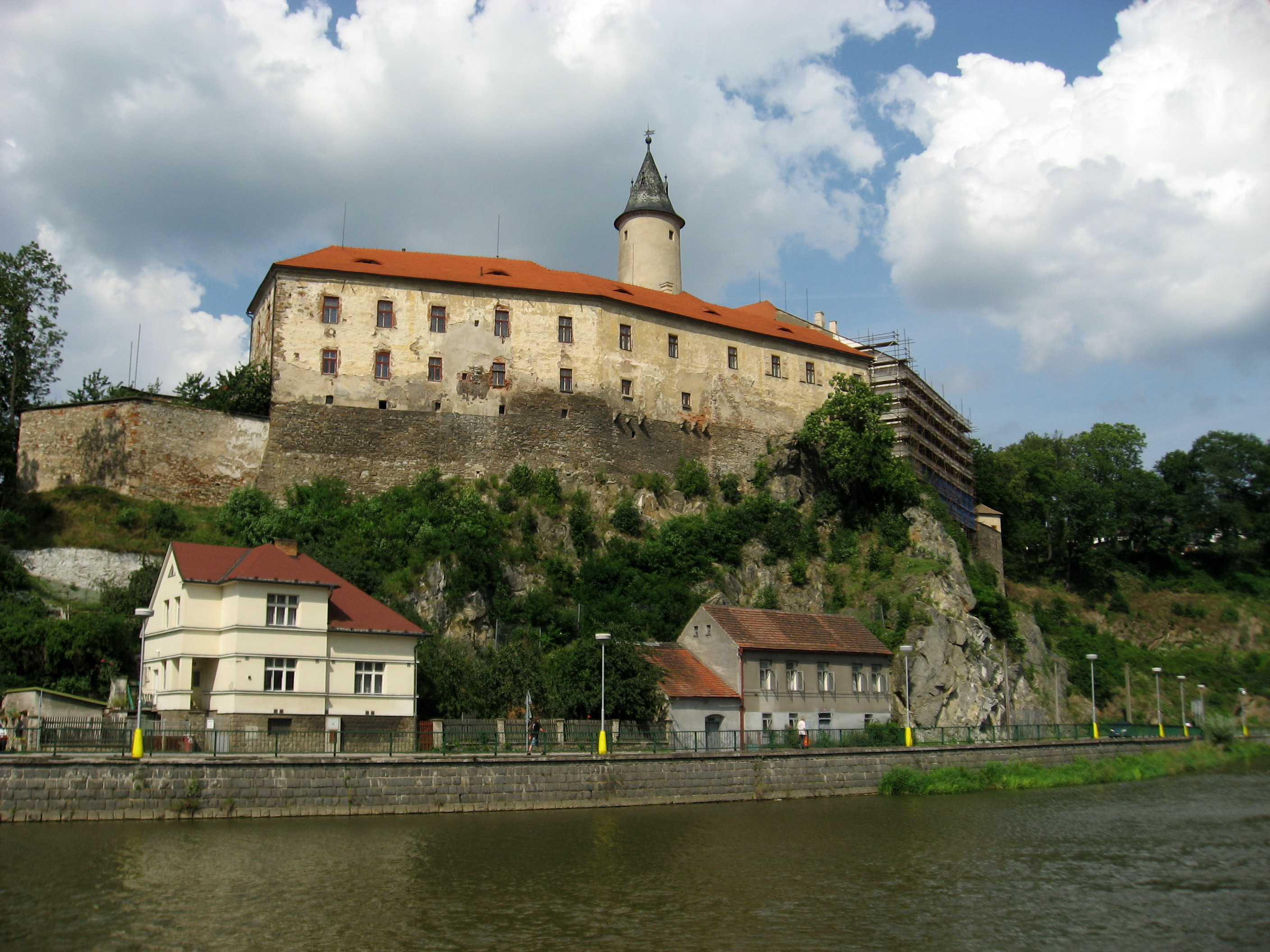
Burg
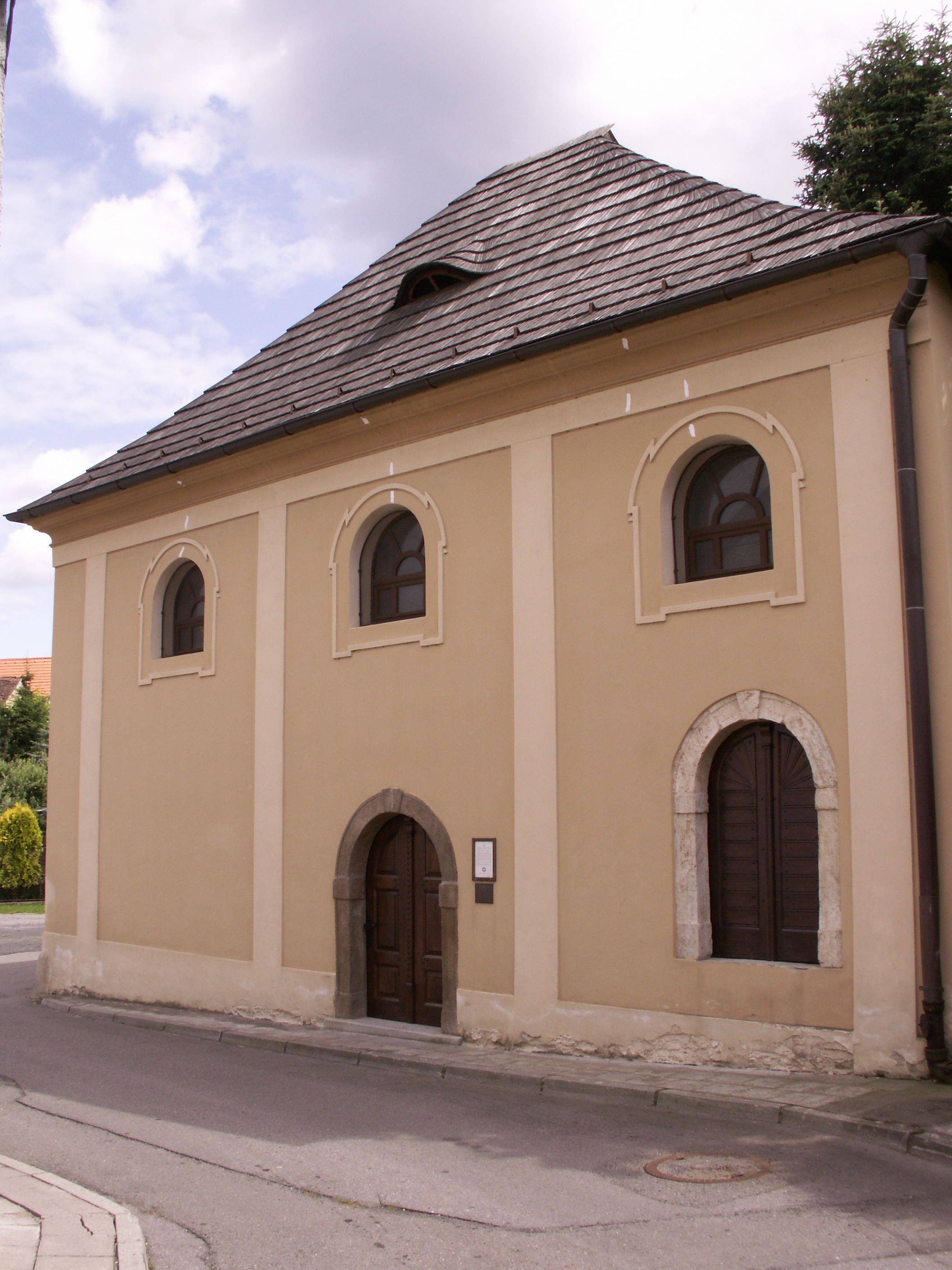
Synagoge

## Persönlichkeiten
- Adrian von Enkevort (1603–1663), k.k. Feldmarschall, Burgherr auf Ledeč nad Sázavou
- Vojtěch Ivanovič Hlaváč (1849–1911), Komponist, Professor der Petersburger Universität, Harmoniumbauer
- Marie Hermannová (1837–1889), Mutter des Komponisten Gustav Mahler
- Zdeněk Matěj Kuděj (1881–1955) – Romanautor, Erzähler
- Jan Šeba (1886–1953), Soldat, Politiker, Mitarbeiter von Tomáš Garrigue Masaryk und Milan Rastislav Štefánik
- Lev Sychrava (1887–1958), Politiker, Redakteur, Schriftsteller
- Tomáš Cakl (* 1981), Tennisspieler

## Stadtteile
- Habrek (Habrek; älter auch Habretz)
- Horní Ledeč (Ober Ledetsch)
- Ledeč nad Sázavou (Ledetsch an der Sasau)
- Obrvaň (Woberwein, Oberwain, ursprünglich nach Antonín Profous hieß der Ortsname vermutlich Obermann bzw. Obermannshof[3])
- Souboř (Sauborsch, älter auch Seborz[3])
- Sychrov (Sichrow)
- Vrbka (Würbka)